# Sophie Michard
Pour les articles homonymes, voir Michard.
Sophie Michard est une actrice française, née le 11 octobre 1974 à Paris.
Elle prête sa voix à de nombreux programmes, et a été l'égérie de la marque Orange de 2017 à 2020.

## Biographie

### Jeunesse et formation
Sophie Michard vit toute son enfance à Corbeil-Essonnes ; elle fait des études de Mathématiques appliquées aux sciences sociales et après un accident de voiture au Québec, elle décide de retour à Paris, d'entrer à L'École du Passage, dirigée par Niels Arestrup.

### Débuts de comédienne
Son « Deug Mass » l'oriente vers une carrière scientifique mais elle est repérée dès 1998 par TF1 ; elle intègre la série Manatéa les Perles du Pacifique, produite par Gaumont ; elle part plusieurs mois tourner en Polynésie aux côtés de Arnaud Binard, Yannick Soulier, Gabrielle Lazure et Michel Robbe. Elle incarne Léa (rôle principal féminin), une jeune femme pleine d'ambition qui tombe amoureuse de l'île... Ce tournage lui fait découvrir le quotidien des Polynésiens et un monde différent.

Cette série connaît une forte audience et marque le début de sa carrière.

### Actrice et voix off
Elle intègre la compagnie Le Théâtre Comique de Paris ; elle joue pendant plus d'un an la pièce La Claque de ma Vie, de Pierre Trapet, au théâtre d'Edgar et en tournée dans toute la France.
En 2001, Sophie Michard rejoint le trio Djamel Debbouze, Eric Judor et Ramzy Bedia pour un épisode dans la série H, réalisé par Eric Lartigau et diffusée sur Canal +.
L'année suivante, elle tourne pour la télévision : deux épisodes de Navarro avec Roger Hanin, toujours sur TF1.
De 2001 à 2006, elle joue dans des publicités, sous la direction de Pascal Chaumeil, Eric Rochant, Patrick Bouchitey, Jean-Yves Lafesse, Erick Zonca, Laurent Tirard...
En 2006, elle incarne l'associée de Léa Drucker dans La Blonde au Bois Dormant, deux épisodes de 90 minutes réalisés par Sébastien Grall et diffusés sur France Télévision.
En 2007, elle est Katia Castex, une journaliste dans Section de recherches (série télévisée), réalisée par Gérard Marx, diffusée sur TF1 aux côtés de Pascal Demolon.
En 2008, elle rejoint l'équipe de la série Les Bleus, premiers pas dans la police, diffusée sur M6. Elle y incarne Betty l'amie de Nadia (Gabrièle Valensi) , une policière lesbienne.
De 2008 à 2015, elle prête sa voix à de nombreux documentaires et publicités. Elle est notamment la voix de Special T, Calvin Klein, Hotels.com, etc.
En 2014, elle enregistre aux côtés de François Cluzet, le documentaire D-Day, Normandie 1944 de Pascal Vuong.
En 2017, elle est devient l'égérie d'Orange et incarne la mère dans toutes les campagnes « Fibre » de la marque en TV, PQR, Affiches... Elle interprète la chanson Bien plus libres dans le clip Orange réalisé par Java Jacobs.
En 2019, elle est castée pour le rôle de Béatrice Raynaud dans la série Demain nous appartient. Ce rôle récurrent fait écho à un fait d'actualité, l'affaire Jacqueline Sauvage, une femme battue qui tue son conjoint. Son mari est incarné à l'écran par l'acteur Laurent Mouton.

## Filmographie

### Télévision
- 1999 : Manatéa, les perles du Pacifique (TF1)[8]
- 2001 : H (Canal +)
- 2002 : Navarro (2 épisodes - TF1)
- 2003 : La Blonde au Bois Dormant (France TV)
- 2007 : Section de recherches (série télévisée) (TF1)
- 2008 : Les Bleus, premiers pas dans la police (M6)
- 2016 : Léo Matteï (TF1)
- 2017-2018 , 2021-2023 : Demain nous appartient (TF1)

### Cinéma
- 2001 :  Resonnances de Philippe Robert[9]
- 2002 : Aram de Robert Kechichian[10]

### Doublage
- 2023 : Unprisoned (en) : Meredith (Corey Clifford)
- 2025 : Freaky Friday 2 : Encore dans la peau de ma mère : ? (?)

### Audiodescription
- Woman (Apollo Films)
- Le Sel des larmes (Wild Bunch)
- Ad Vitam (série télévisée) (Arte)
- Les Green à Big City S2, S3, S4 (Disney)
- Anna (film, 2019) (EuropaCorp)
- Taxi 5 (EuropaCorp)
- Versailles (série télévisée) (Canal+)
- Candice Renoir S4 (France TV)
- Valérian et la Cité des mille planètes (Symphonia)
- Voir du Pays (France TV)
- Sous le même toit (EuropaCorp)
- La Veuve Couderc (Arte)
- Kursk' (film) (EuropaCorp)
- Coexister (film) (EuropaCorp)
- Je vais mieux (EuropaCorp)

### Courts métrages
- Par amitié - Fanny Castelli
- Univers Paralits - Tommaso Volpi
- Le lion – Vincent Michaud
- Les deux qui s’aiment, de Mercedes Audras
- Shakerland - Jean-Hughes Giorgi
- Heureuse - Céline Nieszawer
- Vous trouver pour mieux me perdre - Franck Llopis
- Ces corps s'écorchent - Franck Llopis
- La mort a des visages qui nous dévisagent – Franck Llopis
- Vindictam - Gabriel Kaluszynski

## Voix off
- 2014 : D-Day, Normandie 1944 de Pascal Vuong (N3D Land)
- 2017 : La Force du Vent de Aleksandar Dzerdz (Peignoir Prod)
- 2017 : Planet Power (N3D Land)
- 2017 : Prendre et tenir Carentan (N3D Land)
- 2018 : Megawatts, au fil de l'électricité, de Marie-Christine Carfantan (Peignoir Prod)[11]
- 2020 : Kaeloo (Cube Creative Productions)